# Okresní soud v Litoměřicích
Okresní soud v Litoměřicích je okresní soud se sídlem v Litoměřicích, jehož odvolacím soudem je Krajský soud v Ústí nad Labem. Rozhoduje jako soud prvního stupně ve všech trestních a civilních věcech, ledaže jde o specializovanou agendu (nejzávažnější trestné činy, insolvenční řízení, spory ve věcech obchodních korporací, hospodářské soutěže, duševního vlastnictví apod.), která je svěřena krajskému soudu.
Soud se nachází v historickém justičním paláci s bezbariérovým přístupem v ulici Na Valech. Zde působil v letech 1850–1949 také krajský soud, poté byl nahrazen krajským soudem v Ústí nad Labem, takže od té doby v Litoměřicích působí už jen soud okresní.

## Soudní obvod
Obvod Okresního soudu v Litoměřicích se shoduje s okresem Litoměřice, patří do něj tedy území těchto obcí:
Bechlín •
Bohušovice nad Ohří •
Brňany •
Brozany nad Ohří •
Brzánky •
Bříza •
Budyně nad Ohří •
Býčkovice •
Ctiněves •
Černěves •
Černiv •
Černouček •
Čížkovice •
Děčany •
Dlažkovice •
Dobříň •
Doksany •
Dolánky nad Ohří •
Drahobuz •
Dušníky •
Evaň •
Hlinná •
Horní Beřkovice •
Horní Řepčice •
Hoštka •
Hrobce •
Chodouny •
Chodovlice •
Chotěšov •
Chotiměř •
Chotiněves •
Chudoslavice •
Jenčice •
Kamýk •
Keblice •
Klapý •
Kleneč •
Kostomlaty pod Řípem •
Krabčice •
Křesín •
Křešice •
Kyškovice •
Levín •
Lhotka nad Labem •
Liběšice •
Libkovice pod Řípem •
Libochovany •
Libochovice •
Libotenice •
Litoměřice •
Lkáň •
Lovečkovice •
Lovosice •
Lukavec •
Malé Žernoseky •
Malíč •
Martiněves •
Michalovice •
Miřejovice •
Mlékojedy •
Mnetěš •
Mšené-lázně •
Nové Dvory •
Oleško •
Píšťany •
Ploskovice •
Podsedice •
Polepy •
Prackovice nad Labem •
Přestavlky •
Račice •
Račiněves •
Radovesice •
Rochov •
Roudnice nad Labem •
Sedlec •
Siřejovice •
Slatina •
Snědovice •
Staňkovice •
Straškov-Vodochody •
Sulejovice •
Štětí •
Terezín •
Travčice •
Trnovany •
Třebenice •
Třebívlice •
Třebušín •
Úpohlavy •
Úštěk •
Vědomice •
Velemín •
Velké Žernoseky •
Vchynice •
Vlastislav •
Vražkov •
Vrbice •
Vrbičany •
Vrutice •
Záluží •
Žabovřesky nad Ohří •
Žalhostice •
Židovice •
Žitenice